# Brzeza
Brzeza (słow. Breza) – wieś (obec) w północnej Słowacji, w powiecie Namiestów, w kraju żylińskim. Pierwsza pisemna wzmianka o miejscowości pochodzi z 1580 roku.